# Bodens IK
Der Bodens IK war ein schwedischer Eishockeyklub aus Boden, welcher von 1987 bis 2005 bestand.

## Geschichte
Der Bodens IK wurde 1987 gegründet, nachdem die Eishockeyabteilung des Bodens BK sich vom Stammverein trennte. Der Bodens IK spielte durchgehend von 1987 bis 2005 in der zweithöchsten schwedischen Spielklasse, zunächst in der Division 1 (heute 3. Liga) und ab 1999 in deren Nachfolgewettbewerb HockeyAllsvenskan. Die Mannschaft ging im Anschluss an die Saison 2004/05 in Insolvenz und meldete sich vom Spielbetrieb ab. Ihren Startplatz übernahm ab 2006 der neu gegründete Bodens HF.

## Bekannte Spieler
- Björn Bjurling
- Daniel Henriksson
- Tomas Holmström
- Daniel Larsson
- Jonas Rönnqvist
- Ulf Sandström
- Niclas Wallin